# 襄楷
襄楷（?—?），字公矩，平原郡隰阴县（今山东省济阳县西）人，中国东汉学者。
襄楷好学博古，善於天文、阴阳之术。延熹九年（166年）诣阙上疏，以天文、阴阳、灾异之数，根据星象的变化来预测人事政治的吉凶。借天文星象之变指斥宦官专权，政刑暴滥，劝汉桓帝纳谏用贤，重人命，承天意，平冤狱，除酷刑，远宦官，并推荐《太平经》（于吉所传《太平清领书》）。十余日後又上书：“前者宫崇所献神书,以奉天地、顺五行为本，也有兴国广嗣之术。其文易晓，参同经典，而顺帝不行，故国胤不兴，孝冲、孝质频世短祚。”尚书受宦官指使，劾奏襄楷违背经义，假借星宿，造合私意，伪托神灵，诬上罔事，请求将他逮捕送交洛阳监狱，由司隶校尉审判定罪。桓帝认为襄楷上疏的言辞虽然激烈，但是都是天文历法的表现，因此没有杀他。汉灵帝即位，被太傅陈蕃举他为方正，征为博士，均没有就任。卒在家中去世。

## 延伸阅读
[在维基数据编辑]
 《後漢書·卷30下》，出自范晔《後漢書》